# St. Marien (Alfeld)

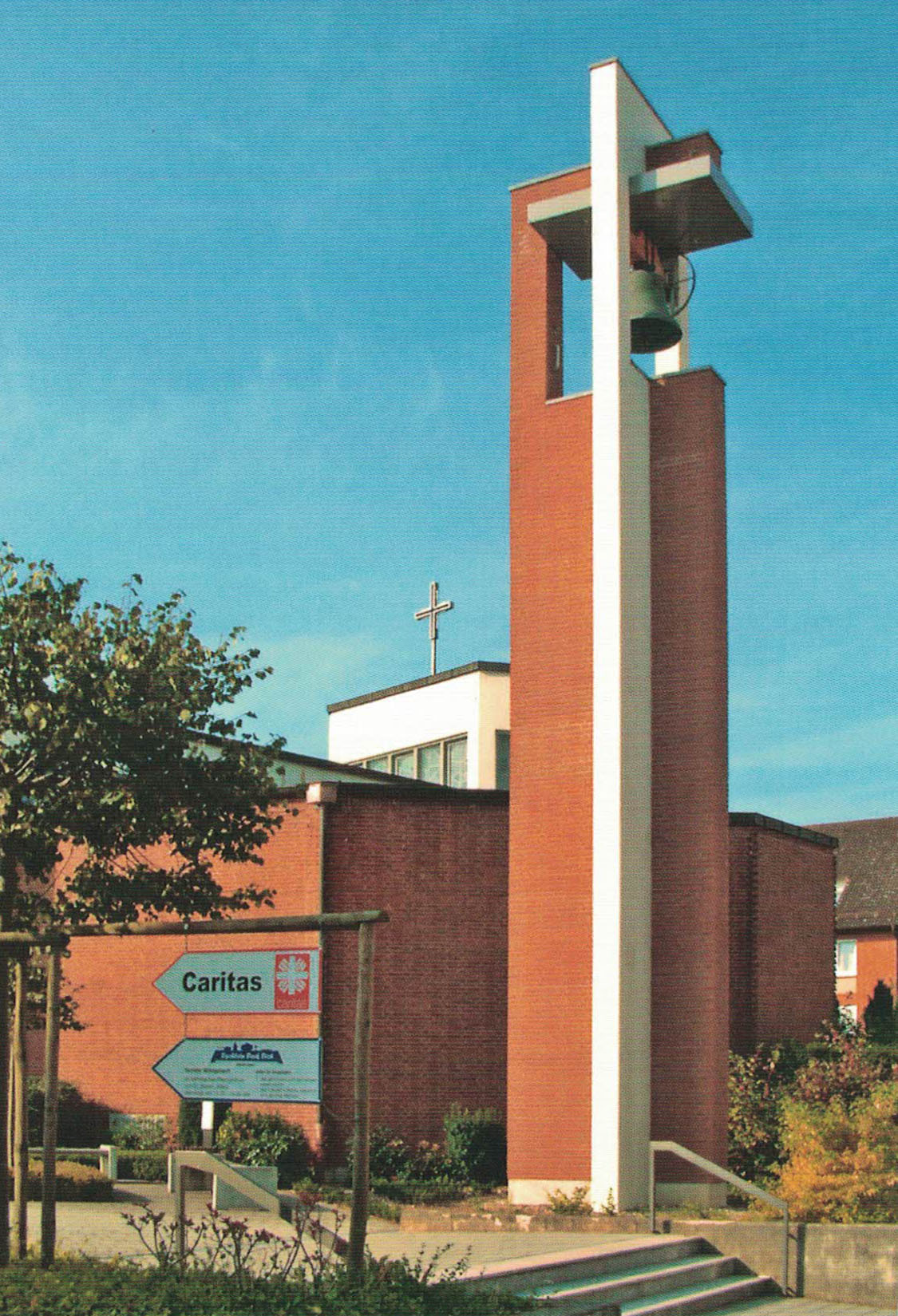
Pfarrkirche St. Marien

St. Marien ist die römisch-katholische Pfarrkirche von Alfeld im Landkreis Hildesheim in Niedersachsen, benannt nach Maria (Mutter Jesu). Sie wurde, zusammen mit einem modernen Pfarrzentrum, 1971 nach Plänen des Kasseler Architekten Johannes Reuter jun. erbaut. Die Pfarrgemeinde St. Marien gehört zum Dekanat Alfeld-Detfurth im Bistum Hildesheim. Die Kirche befindet sich in der Bismarckstraße 5, das benachbarte Pfarrhaus in der Marienstraße 1.

## Geschichte

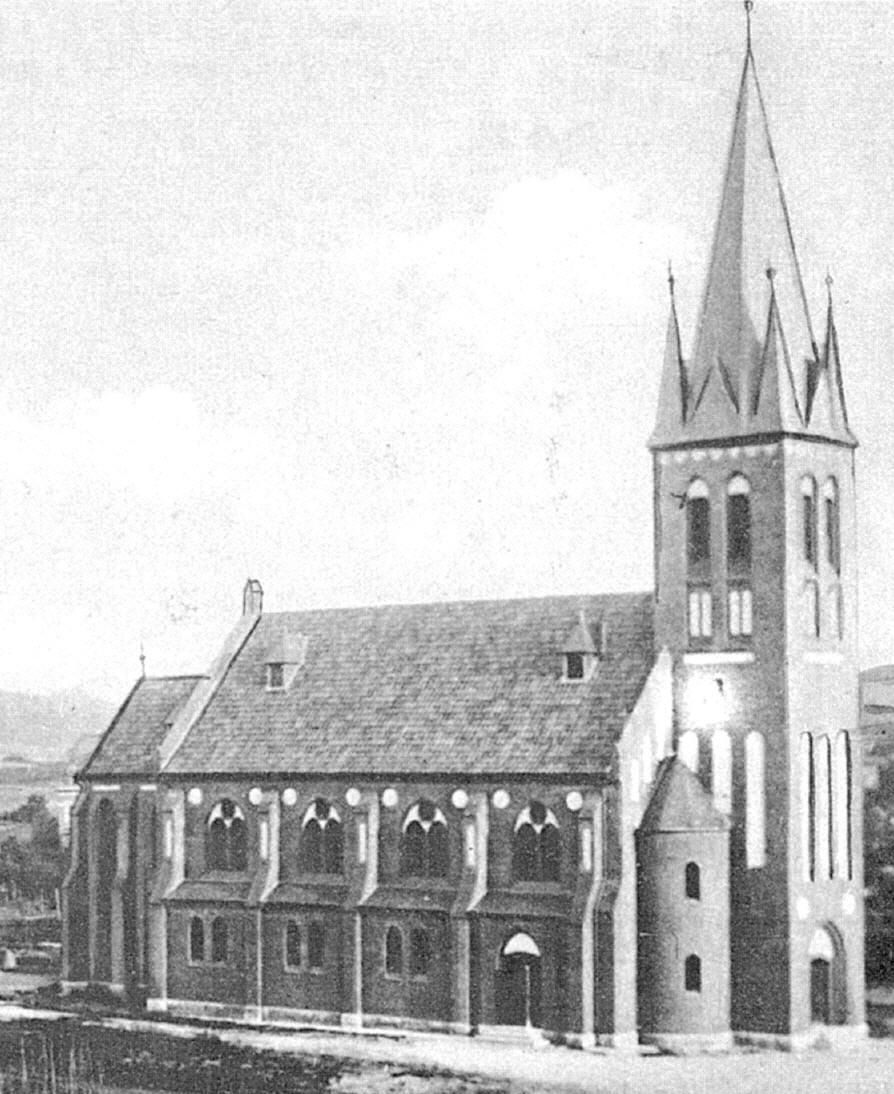
Kirche von 1903

Nach der lutherischen Reformation begann erst mit der Industrialisierung um die Mitte des 19. Jahrhunderts wieder ein katholisches Gemeindeleben in Alfeld. Seit 1853 werden in Alfeld wieder katholische Kirchenbücher geführt. 1855–57 wurde die spätgotische Kapelle des ehemaligen Paulushospitals erworben, ausgebaut und auf das Patrozinium St. Marien und Bonifatius geweiht. Am 1. Juli 1895 wurde die Gemeinde zur Pfarrei erhoben. Nach Errichtung der Herz-Mariä-Kirche wurde die Kapelle abgerissen, und an ihrer Stelle ein Wohn- und Geschäftshaus erbaut.
1902/03 konnte am Standort der heutigen Kirche von Richard Herzig die neugotische Herz-Mariä-Kirche errichtet werden. 1902 erfolgte die Grundsteinlegung, und Pfingsten 1903 die Einweihung. Durch die Instabilität des Mergelbodens zeigte dieses Gebäude jedoch schon seit den 1940er Jahren Risse. Seit 1958 war Alfeld Sitz des neugebildeten Dekanates Alfeld-Gronau. In den 1960er Jahren war das Kirchengebäude so baufällig, dass es zugunsten des Neubaus abgerissen wurde. Am 4. Mai 1969 fand der letzte Gottesdienst statt, und noch im gleichen Jahr erfolgte der Abriss.
Am 11. Oktober 1969 erfolgte die Grundsteinlegung für die heutige Kirche durch Generalvikar Adalbert Sendker, und am 20. Juni 1971 die Konsekration durch Bischof Heinrich Maria Janssen. Am 1. Dezember 2002 erfolgte die Zusammenlegung der Dekanate Alfeld-Gronau und Bockenem-Detfurth zum heutigen Dekanat Alfeld-Detfurth, Alfeld blieb weiterhin Sitz des Dekanates. Seit dem 1. November 2006 gehören zur Pfarrei auch die ehemals selbstständigen Pfarrgemeinden in Delligsen, Duingen und Winzenburg (letztere mit Filialkapelle in Everode). Die Pfarrgemeinde besteht 2011 aus 4275 Mitgliedern.

## Architektur und Ausstattung
Die in rund 105 Meter Höhe über dem Meeresspiegel gelegene Marienkirche ist ein rötlicher Backsteinbau mit einigen hell kontrastierenden Sichtbetonelementen. Der frei stehende Glockenturm wurde erst 2006 realisiert. Er steht auf den schon beim Bau der Kirche gesetzten Pfahlgründungen für einen Glockenturm, wurde aber nicht nach den Originalplänen umgesetzt. Der Turm bildet im Grundriss ein Kreuz und trägt in offener Aufhängung die Glocke der alten Kirche. Der Kirchsaal besteht aus dem Gemeinderaum und dem Altarbereich. Der Gemeinderaum ist aus drei Segmenten fächerförmig zusammengesetzt. Das mittlere Segment überragt die seitlichen wie das Mittelschiff einer Basilika und ist im Obergaden mit Fensterbändern ausgestattet. Den Sammelpunkt des Fächers bildet der um eine weitere Stufe erhöhte Altarbereich, dessen Dach ein griechisches Kreuz trägt.
Im Inneren zieht die Altarwand mit dem in eine Stadt-Gottes-Gestaltung integrierten Tabernakel die Blicke auf sich. Die wertvolle Muttergottesfigur an der linken Seitenwand war 1952 für die alte Kirche gestiftet worden. Sie stammt aus einer Kölner Werkstatt des 15. Jahrhunderts.